# Pentacta
Pentacta is een geslacht van zeekomkommers uit de familie Cucumariidae.

## Soorten
- Pentacta doliolum (Pallas, 1766)
- Pentacta guinensis (Heding, 1943)
- Pentacta hedingi Panning, 1940
- Pentacta nipponensis Clark, 1938
- Pentacta panamensis Verrill, 1867
- Pentacta peterseni Ancona Lopez, 1965
- Pentacta verrucula Cherbonnier, 1988

Niet geaccepteerde soorten:
- Pentacta coerulea, synoniem van Colochirus quadrangularis
- Pentacta colloradiata, synoniem van Colochirus colloradiatus
- Pentacta dolichurum, synoniem van Pentacta doliolum
- Pentacta gravieri, synoniem van Plesiocolochirus dispar
- Pentacta minuta, synoniem van Plesiocolochirus australis
- Pentacta propinqua, synoniem van Colochirus propinquus
- Pentacta pusilla, synoniem van Colochirus pusillus
- Pentacta robusta, synoniem van Colochirus robustus
- Pentacta tessellara, synoniem van Plesiocolochirus tessellarus